# ジェイコブ・ゴンザレス
ジェイコブ・J・ゴンザレス（Jacob J. Gonzalez, 2002年5月30日 - ）は、アメリカ合衆国カリフォルニア州ロサンゼルス郡グレンドーラ出身の野球選手（遊撃手）。右投左打。NCAAのミシシッピ大学所属。

## 経歴
ミシシッピ大学に進学し、1年目から主力として活躍。2年目の2022年にはメンズ・カレッジ・ワールドシリーズで優勝し、シーズン終了後には同年行われたハーレムベースボールウィークのアメリカ合衆国代表に選出された。
2023年のMLBドラフト1巡目(全体15位)でシカゴ・ホワイトソックスから指名された。

## 詳細情報

### 代表歴
- 2022 ハーレムベースボールウィーク アメリカ合衆国代表